# フルヤミツアキ
フルヤ ミツアキ （1978年1月3日 - ）は、日本の男性声優。静岡県出身。血液型A型。以前は元氣プロジェクト→B-Boxに所属していた。

## 出演作品

### テレビアニメ
- うえきの法則（不良B、ゴン爺、オスネコ、野次馬A、ナビ獣）
- ケロロ軍曹（阿久津秀夫）
- SAMURAI GIRL リアルバウトハイスクール（副社長 他）
- 涼宮ハルヒの憂鬱（部員C）
- スパイラル －推理の絆－（ニュースキャスター）
- ちょこッとSister（男子2）

### OVA
- キカイダー01（兵士）

### ドラマCD
- 甘い罪の果実（捜査員）
- 恋のミキシング
- 恋のテイスティング
- 恋のシーズニング
- ミスキャストシリーズ（菊地努）

### 舞台
- OCCUPY
- 葬儀屋フェニックス
- その時僕はコインを空高く投げた
- ドリーム（沢木 他）
- 僕らの空（健太）
- 丸井家の人々〜愛のダイエット作戦（武雄）